# Кейзер, Андрей Карлович
Андре́й Ка́рлович Ке́йзер (1830—1899) — архитектор, академик Императорской Академии художеств.

## Биография
Аттестован Императорской Академией художеств (1855) на звание свободного художника. Присуждено звание академика Академии художеств (1860) за «проект Городской Думы».
Состоял архитектором страхового общества «Саламандра» (с 1861), директор «Товарищества тюлевой фабрики». Председатель Санкт-Петербургского кружка архитекторов (1864—1866), член-учредитель Петербургского общества архитекторов.

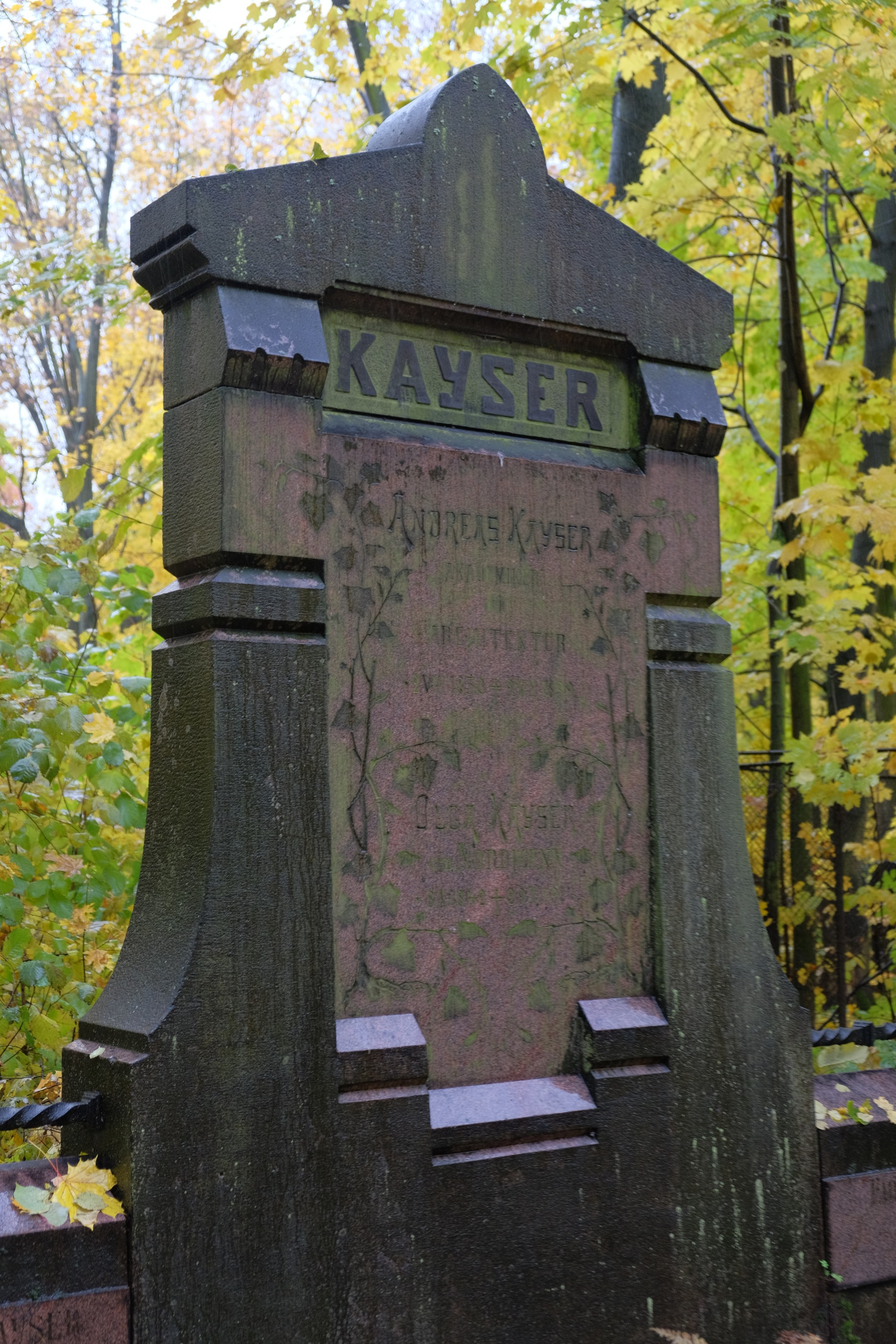
Могила архитектора А. К. Кейзера на Волковском лютеранском кладбище

Похоронен на Волковском лютеранском кладбище в Санкт-Петербурге.

## Проекты и постройки
Среди основных построек в Петербурге: доходные дома К. П. Палкина (Невский пр., 47, 1873—1874; Пирогова пер., 14, 1879; Пестеля ул., 5, 1880-е); здание Общества торговли аптекарскими товарами (1879—1880), производственные корпуса «Товарищества тюлевой фабрики» (Петроградская наб., 40—42, 1884).
- Доходный дом К. П. Палкина (расширение, надстройка, корпус во дворе). Невский пр., 47 — Владимирский пр., 1 (1873—1874)[5][6]
- Здание Русского общества торговли аптекарскими товарами. Грибоедова наб.к., 35 — Казанская ул., 12 (1879—1880)[7][8]
- Доходный дом — левая часть. Пирогова пер., 14 — Прачечный пер., 10 (1879)[9]
- Доходный дом страхового о-ва «Саламандра» (перестройка). Гороховая ул., 6 (1881)
- Доходный дом А. К. Оливио. Пестеля ул., 5 (1880-е)[10]
- Производственные корпуса т-ва Тюлевой фабрики (надстройка и расширение). Петроградская наб., 40—42 (1884)